# Julian Ryerson
Julian Ryerson (* 17. November 1997 in Lyngdal) ist ein norwegischer Fußballspieler. Der Außenbahn- und Mittelfeldspieler steht in Deutschland bei Borussia Dortmund unter Vertrag und ist A-Nationalspieler.

## Karriere

### Verein

#### Anfänge in Norwegen
Ryerson wechselte im Sommer 2013 von Lyngdal IL zu Viking Stavanger, wo er seine fußballerische Ausbildung abschloss. In der Spielzeit 2015 spielte er zweimal für die erste Herrenmannschaft, in die er nach Unterzeichnung eines Profivertrags zur Folgesaison fest aufrückte. Als Gegenpart zu Kristoffer Haugen auf Links bespielte Ryerson hauptsächlich die rechte defensive Außenbahn und kam beim 2:2 gegen den Lillestrøm SK zu seinem ersten Torerfolg im Herrenbereich, als er nach einer Vorlage von Haugen das zwischenzeitliche 2:1 erzielte. Ab der Rückrunde war er Stammspieler und beendete das Spieljahr mit Viking auf Rang 8. Sowohl unter Trainer Ian Burchnall wie auch dessen Nachfolger Bjarte Lunde Aarsheim konnte Ryerson diesen Status in der Saison 2017 bestätigen, allerdings wurde er über weite Strecken auch im zentralen Mittelfeld eingesetzt. Nach vier Niederlagen zum Saisonstart gelang es Viking und seinem Spieler, im weiteren Verlauf nur sechs Spiele zu gewinnen, woraufhin man schließlich mit acht Punkten Rückstand auf den Relegationsrang den letzten Platz belegte. Ryerson hatte drei Tore selbst erzielt und zwei weitere vorbereitet, beim 2:0 gegen den Kristiansund BK war er beispielsweise an beiden Treffern direkt beteiligt gewesen. Aufgrund seiner harten Spielweise verpasste der Norweger zwei Partien in Folge von Gelbsperren. In der zweiten Liga gewannen die Wikinger sechs der ersten acht Spiele und Ryerson hatte hierbei zwei Tore und einen Assist geleistet. Nach einer Serie von vier Niederlagen gewann Viking fünfmal hintereinander und eroberte den zweiten Platz.

#### Zweitligaaufstieg und Europapokaldebüt mit Union Berlin
Im Juli 2018 wechselte Ryerson aber in die 2. Bundesliga, die sich gerade in der Sommerpause befand, zu Union Berlin und unterschrieb dort einen bis Juni 2021 gültigen Vertrag. Ohne ihn wurde Viking Stavanger letztlich Meister der zweiten Liga und stieg wieder in die Eliteserien auf. Bei den Berlinern reagierte man auf die Abgabe der Außenbahnspieler Kristian Pedersen, Kenny Prince Redondo und Peter Kurzweg, verpflichtete aber neben Ryerson auch Ken Reichel. Union absolvierte eine Hinrunde ohne Niederlage und rangierte zur Winterpause auf Platz 3. Vier Kurzeinsätzen stand in diesem Zeitraum nur ein Spiel von Beginn an gegenüber, da Coach Urs Fischer auf Neuzugang Reichel auf der linken Seite sowie Kapitän Christopher Trimmel für Rechts setzte. In der Rückserie folgten drei weitere Spiele, zumindest stand der Norweger in allen in der Startelf, und Union Berlin landete letztendlich wieder auf dem dritten Platz. Somit stand die Absolvierung zweier Relegationsspiele gegen den Bundesligisten VfB Stuttgart an. Das Hinspiel in Stuttgart, das mit 2:2 endete, verfolgte Ryerson noch von der Tribüne aus, im Rückspiel stand er über die vollen 90 Minuten auf dem Feld, nachdem Trimmel eine Gelbsperre absitzen musste. Gemeinsam mit Ken Reichel, Florian Hübner und Marvin Friedrich sowie Keeper Rafał Gikiewicz sorgte er für ein torloses Remis, was dem Verein in Summe den erstmaligen Aufstieg in die höchste deutsche Spielklasse bescherte.
Je nach taktischer Ausrichtung setzte Trainer Fischer auf den offensiv oder defensiv ausgerichteten Außenbahnpositionen nach wie vor auf Trimmel und wechselnde Gegenstücke, beispielsweise Christopher Lenz. Ryerson blieb somit über weite Strecken nur Ergänzungsspieler, in den letzten fünf Saisonspielen stand er nicht einmal mehr im jeweiligen Spieltagskader. Die Eisernen beendeten ihre Premierensaison auf Rang 11 und acht weitere Teams mussten noch mehr Gegentreffer hinnehmen. In der Saison 2020/21 hielt Fischer am Außenbahnduo Lenz/Trimmel fest, Ryerson erhielt aber vor allem ab Frühjahr mehrere Startelfnominierungen und trug zwei Torvorlagen zur Mannschaftsleistung bei; eine davon bedeutete den Siegtreffer durch Kapitän Trimmel beim 2:1 gegen den 1. FC Köln. Durch das Erreichen des 7. Platzes und des gleichzeitigen Gewinns des DFB-Pokals durch den Champions-League-Teilnehmer Borussia Dortmund erhielten die Berliner die Chance, sich für die neu eingeführte UEFA Europa Conference League zu qualifizieren. Gegen den Kuopion PS aus Finnland konnte man sich in der Folge durchsetzen, woraufhin die Unioner nach 20 Jahren wieder am Europapokal teilnehmen konnten. In der Conference League kam man jedoch nicht über die Gruppenphase hinaus, Ryerson schoss beispielsweise gegen Maccabi Haifa das einzige Tor der Partie. Der Norweger erhielt regelmäßige Einsatzzeiten, konnte sich aber nach wie vor nicht für einen Stammplatz empfehlen. Seine beste Note vom kicker-Sportmagazin (eine 2,5) erhielt er beim 2:2 in Köln, wo er einmal vor dem gegnerischen Tor erfolgreich war. Durch sechs Siege aus den letzten sieben Ligaspielen gelang es Union Berlin, die Leistung aus der Vorsaison noch zu toppen und sich auf Rang 5 zu schieben, der für die direkte Teilnahme an der UEFA Europa League berechtigte. Im Sommer 2022 ging Ryerson als einer der Gewinner aus der Vorbereitung hervor und bestritt auf beiden Flügeln agierend bis zur Winterpause 12 von 15 Bundesligaspielen in der Startelf stehend. In der Europa League konnten die Play-offs erreicht werden, nachdem unter anderem durch Ryersons Mithilfe vier von sechs Gruppenspielen mit 1:0 gewonnen wurden. Auch im Pokal stand Union im Achtelfinale, beim 2:0 gegen den 1. FC Heidenheim in der 2. Runde vertrat Ryerson seine Mannschaft erstmals als Spielführer. Für seine Leistungen (beispielsweise eine Passquote von 73 sowie eine Zweikampfquote von 48 %) wurde der Norweger erstmals in die Rangliste des deutschen Fußballs des kicker aufgenommen. Hier rangierte er auf Rang 12 hinter Lukas Kübler auf Rang 11, Noussair Mazraoui auf dem 10. Platz und anderen.

#### Wechsel zum Champions-League-Teilnehmer Borussia Dortmund

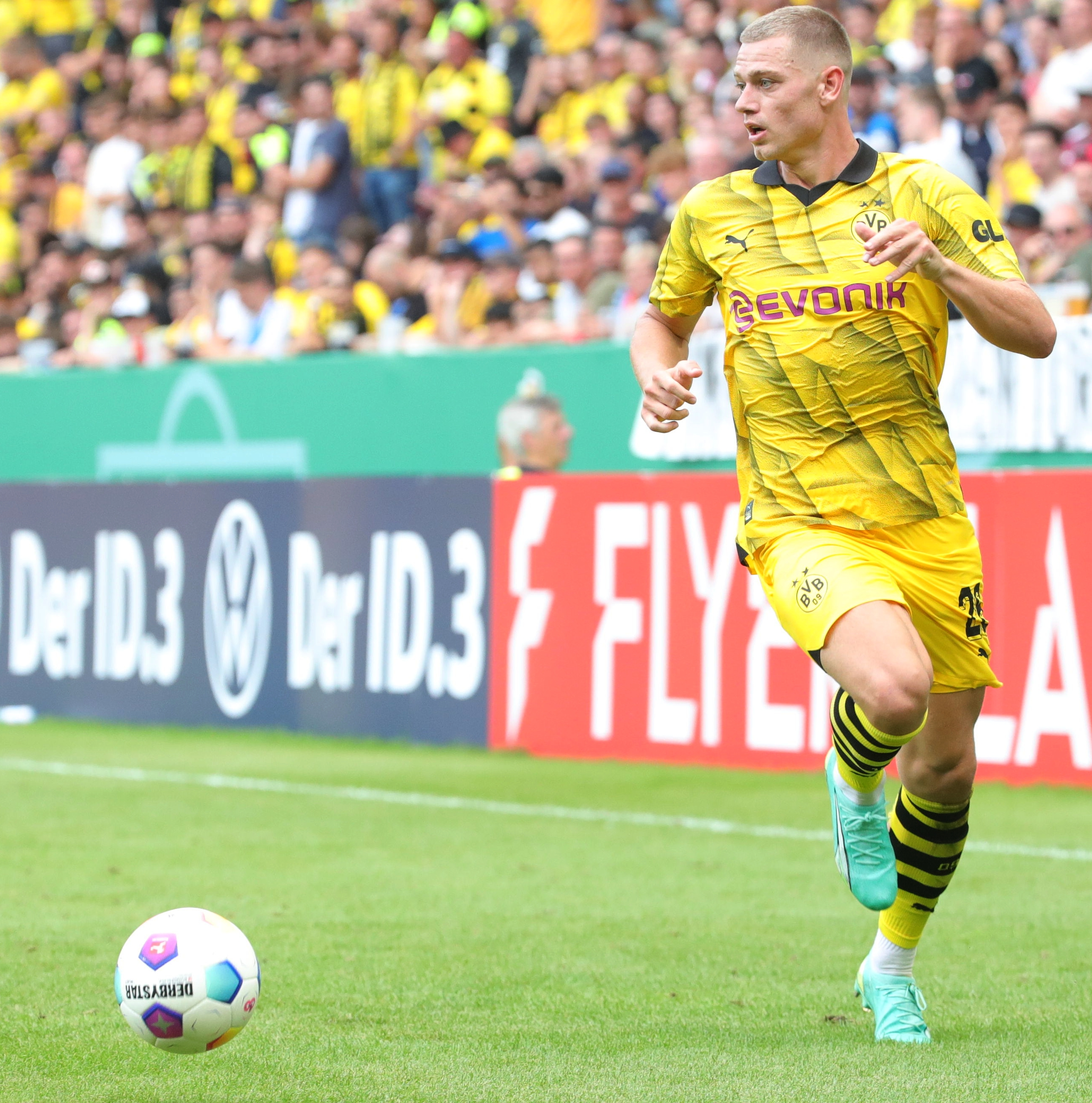
Ryerson im DFB-Pokalspiel gegen den TSV Schott Mainz (2023)

Im Januar 2023 wechselte Ryerson, der noch einen Vertrag in Berlin bis zum Sommer 2024 gehabt hätte, per Ausstiegsklausel zum Ligakonkurrenten Borussia Dortmund. Der BVB reagierte mit dem Transfer, der ursprünglich erst für den Sommer geplant gewesen sein soll, auf den langfristigen Ausfall Thomas Meuniers. Ryerson kam in allen ihm möglichen Ligaspielen von Beginn an zum Einsatz, deren zwei verpasste er verletzungsbedingt. Gleich in seiner zweiten Partie für den BVB verschuldete er in der Anfangsphase gegen den 1. FSV Mainz 05 den Rückstand, glich dann wenig später mit seinem einzigen Saisontor aber selbst wieder aus. Im Wechsel mit Raphaël Guerreiro (links) sowie Marius Wolf (rechts) bespielte der Neuzugang beide Außenbahnen und konnte in der Saisonendphase noch ein Tor vorbereiten. Der BVB verlor in der Rückrunde nur eine Partie und zwar gegen den FC Bayern München, der am Saisonende punktgleich und mit dem besseren Torverhältnis die Meisterschaft holte. Der Norweger spielte beim 1:0 gegen den FC Chelsea auch erstmals in der Champions League, verpasste aber aufgrund seiner dritten gelben Karte im Europapokal (zuvor hatte er bereits zwei als Spieler von Union Berlin in der Europa League erhalten) das Rückspiel. Dieses ging mit 0:2 verloren, woraufhin Dortmund im Achtelfinale aus dem Wettbewerb ausschied. Im Pokal spielte Ryerson sowohl im Achtel- wie auch im Viertelfinale durch, in Letzterem schied er mit der Borussia gegen den späteren Turniersieger RB Leipzig aus.
In der Spielzeit 2023/24 war Ryerson weiter erste Wahl auf dem linken Flügel, wich aber auch manchmal zugunsten des Neuzugangs Ramy Bensebaini auf die rechte Seite aus. Bereits am 11. Spieltag hatte der Norweger seine zwei Scorerpunkte aus der Vorsaison übertroffen, nachdem er gegen Hoffenheim und Union Berlin traf. Gegen den Tabellenführer Bayer 04 Leverkusen schoss Ryerson das 1:0, letztendlich endete das Spiel aber mit 1:1. Während Ryerson mit dem BVB das Champions-League-Achtelfinale als Gruppensieger erreichte, schied man im Pokal in der 3. Runde gegen Stuttgart aus. Hierbei zog sich der Flügelspieler ohne Fremdeinwirkung eine Knieverletzung zu und fiel langfristig aus. Im Februar 2024 kehrte der Norweger auf den Platz zurück und zog mit seiner Mannschaft bis ins Finale der Champions League ein, welches mit 0:2 gegen Real Madrid verloren ging.

### Nationalmannschaft
Nach Einsätzen für die Nachwuchsauswahlen U18, U19 und U21 debütierte Ryerson im November 2020 für die A-Nationalmannschaft. Unter Trainer Leif Gunnar Smerud, der ihn auch schon erstmals in der U21 eingesetzt hatte, trennten sich die Norweger und Österreich in einem Spiel der UEFA Nations League 1:1. Im Rahmen der Qualifikation zur WM 2022 kam Ryerson später nur zu zwei Kurzeinsätzen, hinter den Türken und den Niederländern verpassten die Skandinavier auf Platz 3 rangierend den Einzug in die Endrunde.